# Внешняя политика Ливии
Внешняя политика Ливии — общий курс Ливии в международных делах. Внешняя политика регулирует отношения Ливии с другими государствами. Реализацией этой политики занимается министерство иностранных дел Ливии. Международные отношения Ливии были в значительной степени пересмотрены вследствие первой гражданской войны, свержения Муаммара Каддафи и длительной второй гражданской войной. В январе 2016 года министром иностранных дел в международно признанном Правительство национального согласия (ПНС), был назначен Мохамед Таха Сиала. Хотя многие иностранные посольства в Триполи закрылись в 2014 году из-за боевых действий, но уже к концу 2017 года в ливийской столице вновь открылись 30 дипломатических представительств.

## История
В основополагающем заявлении от 5 марта 2011 года Переходного национального совета Ливии было сказано, что они просят международное сообщество выполнить свои обязательства по защите ливийского народа от любого дальнейшего геноцида и преступлений против человечности без какого-либо прямого военного вмешательства на ливийской земле. Али Абдель Азиз аль-Исави был назначен официальным представителем Переходного национального совета по иностранным делам в марте 2011 года. Позднее на этой должности его сменил Махмуд Джабриль.
Переходный национальный совет также призвал международное сообщество оказать содействие по свержению режима полковника Муаммара Каддафи, правителя Ливии с 1969 года, и его сторонников. Повстанцы просили поставить медикаменты, деньги, и оружие, среди других форм иностранной помощи. В конце июня 2011 года предложили использовать замороженные активы, принадлежащие Муаммару Каддафи и его ближайшему окружению, в качестве обеспечения кредитов, а министр финансов Али Тархуни предупредил, что у правительства практически нет денег. Переходный национальный совет ранее просил разморозить эти активы и передать их в Бенгази, что, как указали официальные лица администрации Барака Обамы в США, они попытаются выполнить.
Представители Переходного национального совета заявили, что намерены вознаградить страны, которые их признали в качестве законных представителей Ливии, а также те страны, которые участвовали в международном военном вмешательстве с целью подавления сопротивления Муаммара Каддафи. Среди стимулов, предложенных Переходным национальным советам этим странам, которых они считают союзниками, — выгодные нефтяные контракты и налаживание других экономических связей. 15 июля 2011 года представитель Переходного национального совета сообщил участникам встречи Контактной группы по Ливии в Стамбуле (Турция), что его правительство не будет подписывать никаких новых нефтяных контрактов и что для заключения новых сделок должно быть сформировано избранное правительство.
После того, как повстанческие подразделения, выступающие против Муаммара Каддафи, штурмовали Триполи, менеджер нефтяной компании «AGOCO», управляемой Переходным национальным советом, заявил 22 августа 2011 года, что после возобновления экспорта нефти Ливией у нового правительства "могут возникнуть некоторые политические проблемы с Россией, Китаем и Бразилией и отдавать предпочтение западным и арабским странам, которые поддержали восстание против Муаммара Каддафи, в заключении нефтяных контрактов. Однако, 23 августа 2011 года министр иностранных дел Бразилии Антонио Патриота заявил, что его правительство получило заверения в том, что, если Переходный национальный совет придет к власти в Ливии, контракты будут соблюдаться и Бразилия не потеряет их. 1 сентября 2011 года представитель Переходного национального совета в Париже заявил, что новое правительство Ливии не будет заключать нефтяные контракты по политическим мотивам, хотя и добавил, что ряд западных компаний, включая «BP», «Total», «Eni» и «крупные американские компании», имеют особенно «хороший послужной список в ливийском нефтяном секторе».